# Брдарица
Брдарица је насеље у Србији у општини Коцељева у Мачванском округу. Према попису из 2022. било је 1088 становника.

## Галерија
- Парохијски дом
- Споменик у школском дворишту
- Крајпуташи

## Демографија
У насељу Брдарица живи 1173 пунолетна становника, а просечна старост становништва износи 38,2 година (36,4 код мушкараца и 40,3 код жена). У насељу има 420 домаћинстава, а просечан број чланова по домаћинству је 3,62.
Ово насеље је углавном насељено Србима (према попису из 2002. године), а у последња три пописа, примећен је пад у броју становника.
|  |

| Демографија | Демографија | Демографија |
| Година      | Становника  | Становника  |
| ----------- | ----------- | ----------- |
| 1948.       | 1.603       |             |
| 1953.       | 1.710       |             |
| 1961.       | 1.753       |             |
| 1971.       | 1.675       |             |
| 1981.       | 1.690       |             |
| 1991.       | 1.618       | 1.564       |
| 2002.       | 1.519       | 1.744       |

| Етнички састав према попису из 2002.‍ | Етнички састав према попису из 2002.‍ | Етнички састав према попису из 2002.‍ | Етнички састав према попису из 2002.‍ | Етнички састав према попису из 2002.‍ |
| ------------------------------------ | ------------------------------------ | ------------------------------------ | ------------------------------------ | ------------------------------------ |
|                                      |                                      |                                      |                                      |                                      |
| Срби                                 | Срби                                 |                                      | 1.009                                | 66,42%                               |
| Роми                                 | Роми                                 |                                      | 488                                  | 32,12%                               |
| Југословени                          | Југословени                          |                                      | 4                                    | 0,26%                                |
| Буњевци                              | Буњевци                              |                                      | 2                                    | 0,13%                                |
| Црногорци                            | Црногорци                            |                                      | 1                                    | 0,06%                                |
| Хрвати                               | Хрвати                               |                                      | 1                                    | 0,06%                                |
| Муслимани                            | Муслимани                            |                                      | 1                                    | 0,06%                                |
| Мађари                               | Мађари                               |                                      | 1                                    | 0,06%                                |
| Македонци                            | Македонци                            |                                      | 1                                    | 0,06%                                |
| непознато                            | непознато                            |                                      | 2                                    | 0,13%                                |

| Година пописа     | 1948. | 1953. | 1961. | 1971. | 1981. | 1991. | 2002. |
| ----------------- | ----- | ----- | ----- | ----- | ----- | ----- | ----- |
| Број домаћинстава | 295   | 310   | 346   | 383   | 411   | 375   | 420   |

| Број чланова      | 1  | 2  | 3  | 4  | 5  | 6  | 7  | 8  | 9 | 10 и више | Просек |
| ----------------- | -- | -- | -- | -- | -- | -- | -- | -- | - | --------- | ------ |
| Број домаћинстава | 72 | 89 | 60 | 70 | 45 | 48 | 12 | 13 | 6 | 5         | 3,62   |

| Пол    | Укупно | Неожењен/Неудата | Ожењен/Удата | Удовац/Удовица | Разведен/Разведена | Непознато |
| ------ | ------ | ---------------- | ------------ | -------------- | ------------------ | --------- |
| Мушки  | 624    | 189              | 382          | 36             | 15                 | 2         |
| Женски | 613    | 121              | 379          | 102            | 10                 | 1         |
| УКУПНО | 1.237  | 310              | 761          | 138            | 25                 | 3         |

| Пол    | Укупно                    | Пољопривреда, лов и шумарство | Рибарство                            | Вађење руде и камена | Прерађивачка индустрија       |
| ------ | ------------------------- | ----------------------------- | ------------------------------------ | -------------------- | ----------------------------- |
| Мушки  | 389                       | 301                           | 0                                    | 0                    | 29                            |
| Женски | 216                       | 178                           | 0                                    | 0                    | 5                             |
| УКУПНО | 605                       | 479                           | 0                                    | 0                    | 34                            |
| Пол    | Производња и снабдевање   | Грађевинарство                | Трговина                             | Хотели и ресторани   | Саобраћај, складиштење и везе |
| Мушки  | 3                         | 10                            | 24                                   | 2                    | 4                             |
| Женски | 0                         | 1                             | 17                                   | 1                    | 0                             |
| УКУПНО | 3                         | 11                            | 41                                   | 3                    | 4                             |
| Пол    | Финансијско посредовање   | Некретнине                    | Државна управа и одбрана             | Образовање           | Здравствени и социјални рад   |
| Мушки  | 0                         | 0                             | 4                                    | 2                    | 1                             |
| Женски | 0                         | 0                             | 0                                    | 6                    | 5                             |
| УКУПНО | 0                         | 0                             | 4                                    | 8                    | 6                             |
| Пол    | Остале услужне активности | Приватна домаћинства          | Екстериторијалне организације и тела | Непознато            | Непознато                     |
| Мушки  | 3                         | 0                             | 0                                    | 6                    | 6                             |
| Женски | 0                         | 0                             | 0                                    | 3                    | 3                             |
| УКУПНО | 3                         | 0                             | 0                                    | 9                    | 9                             |